# Lijst van kerncentrales in Japan
Dit is een overzicht van kerncentrales in Japan.

### Overzicht
Gesorteerd op alfabetische volgorde.
 in gebruik

 stilgelegd

 in aanbouw

 beschadigd
| Reactornaam          | Prefektuur | Nettovermogen | Bruttovermogen | Reactortype              | Fabrikant                | Ingebruikname |
| -------------------- | ---------- | ------------- | -------------- | ------------------------ | ------------------------ | ------------- |
| Fugen ATR            | Fukui      | 148 MW        | 165 MW         | Advanced Thermal Reactor |                          | 1979          |
| Fukushima I 1        | Fukushima  | 439 MW        | 460 MW         | Kokendwaterreactor       | General Electric         | 1971          |
| Fukushima I 2        | Fukushima  | 760 MW        | 784 MW         | Kokendwaterreactor       | General Electric         | 1974          |
| Fukushima I 3        | Fukushima  | 760 MW        | 784 MW         | Kokendwaterreactor       | Toshiba                  | 1976          |
| Fukushima I 4        | Fukushima  | 760 MW        | 784 MW         | Kokendwaterreactor       | Hitachi                  | 1978          |
| Fukushima I 5        | Fukushima  | 760 MW        | 784 MW         | Kokendwaterreactor       | Toshiba                  | 1978          |
| Fukushima I 6        | Fukushima  | 1.067 MW      | 1.100 MW       | Kokendwaterreactor       | General Electric         | 1979          |
| Fukushima II 1       | Fukushima  | 1.067 MW      | 1.100 MW       | Kokendwaterreactor       | Toshiba                  | 1982          |
| Fukushima II 2       | Fukushima  | 1.067 MW      | 1.100 MW       | Kokendwaterreactor       | Hitachi                  | 1984          |
| Fukushima II 3       | Fukushima  | 1.067 MW      | 1.100 MW       | Kokendwaterreactor       | Toshiba                  | 1985          |
| Fukushima II 4       | Fukushima  | 1.067 MW      | 1.100 MW       | Kokendwaterreactor       | Hitachi                  | 1987          |
| Genkai 1             | Saga       | 529 MW        | 559 MW         | Drukwaterreactor         | Mitsubishi               | 1975          |
| Genkai 2             | Saga       | 529 MW        | 559 MW         | Drukwaterreactor         | Mitsubishi               | 1981          |
| Genkai 3             | Saga       | 1.127 MW      | 1.180 MW       | Drukwaterreactor         | Mitsubishi               | 1994          |
| Genkai 4             | Saga       | 1.127 MW      | 1.180 MW       | Drukwaterreactor         | Mitsubishi               | 1997          |
| Hamaoka 1            | Shizuoka   | 515 MW        | 540 MW         | Kokendwaterreactor       |                          | 1976          |
| Hamaoka 2            | Shizuoka   | 806 MW        | 840 MW         | Kokendwaterreactor       |                          | 1978          |
| Hamaoka 3            | Shizuoka   | 1.056 MW      | 1.100 MW       | Kokendwaterreactor       |                          | 1987          |
| Hamaoka 4            | Shizuoka   | 1.092 MW      | 1.137 MW       | Kokendwaterreactor       |                          | 1993          |
| Hamaoka 5            | Shizuoka   | 1.325 MW      | 1.180 MW       | ABWR                     |                          | 2005          |
| Higashidōri 1        | Aomori     | 1.067 MW      | 1.100 MW       | Kokendwaterreactor       | Toshiba                  | 2005          |
| Ikata 1              | Ehime      | 538 MW        | 566 MW         | Drukwaterreactor         | Mitsubishi               | 1977          |
| Ikata 2              | Ehime      | 538 MW        | 566 MW         | Drukwaterreactor         | Mitsubishi               | 1982          |
| Ikata 3              | Ehime      | 846 MW        | 890 MW         | Drukwaterreactor         | Mitsubishi/Westinghouse  | 1994          |
| JPDR                 | Ibaraki    | 13 MW         | 13 MW          | Kokendwaterreactor       |                          | 1965          |
| Kashiwazaki-Kariwa 1 | Niigata    | 1.067 MW      | 1.100 MW       | Kokendwaterreactor       | Toshiba                  | 1985          |
| Kashiwazaki-Kariwa 2 | Niigata    | 1.067 MW      | 1.100 MW       | Kokendwaterreactor       | Toshiba                  | 1990          |
| Kashiwazaki-Kariwa 3 | Niigata    | 1.067 MW      | 1.100 MW       | Kokendwaterreactor       | Toshiba                  | 1993          |
| Kashiwazaki-Kariwa 4 | Niigata    | 1.067 MW      | 1.100 MW       | Kokendwaterreactor       | Hitachi                  | 1994          |
| Kashiwazaki-Kariwa 5 | Niigata    | 1.067 MW      | 1.100 MW       | Kokendwaterreactor       | Hitachi                  | 1990          |
| Kashiwazaki-Kariwa 6 | Niigata    | 1.315 MW      | 1.356 MW       | Kokendwaterreactor       | General Electric/Toshiba | 1996          |
| Kashiwazaki-Kariwa 7 | Niigata    | 1.315 MW      | 1.356 MW       | Kokendwaterreactor       | General Electric/Hitachi | 1997          |
| Mihama 1             | Fukui      | 320 MW        | 340 MW         | Drukwaterreactor         |                          | 1970          |
| Mihama 2             | Fukui      | 470 MW        | 500 MW         | Drukwaterreactor         |                          | 1972          |
| Mihama 3             | Fukui      | 780 MW        | 826 MW         | Drukwaterreactor         |                          | 1976          |
| Monju                | Fukui      | 246 MW        | 280 MW         | Snelle kweekreactor      |                          | 1995          |
| Ōi 1                 | Fukui      | 1.120 MW      | 1.175 MW       | Drukwaterreactor         | Westinghouse             | 1979          |
| Ōi 2                 | Fukui      | 1.120 MW      | 1.175 MW       | Drukwaterreactor         | Westinghouse             | 1979          |
| Ōi 3                 | Fukui      | 1.127 MW      | 1.180 MW       | Drukwaterreactor         | Mitsubishi               | 1991          |
| Ōi 4                 | Fukui      | 1.127 MW      | 1.180 MW       | Drukwaterreactor         | Mitsubishi               | 1993          |
| Ōma                  |            | 1.325 MW      | 1.383 MW       | ABWR                     |                          | 2014          |
| Onagawa 1            | Miyagi     | 498 MW        | 524 MW         | Kokendwaterreactor       | Toshiba                  | 1984          |
| Onagawa 2            | Miyagi     | 796 MW        | 825 MW         | Kokendwaterreactor       | Toshiba                  | 1995          |
| Onagawa 3            | Miyagi     | 796 MW        | 825 MW         | Kokendwaterreactor       | Toshiba                  | 2002          |
| Sendai 1             | Kagoshima  | 846 MW        | 890 MW         | Drukwaterreactor         | Mitsubishi               | 1984          |
| Sendai 2             | Kagoshima  | 846 MW        | 890 MW         | Drukwaterreactor         | Mitsubishi               | 1985          |
| Shika 1              | Ishikawa   | 505 MW        | 540 MW         | Kokendwaterreactor       | Hitachi                  | 1993          |
| Shika 2              | Ishikawa   | 1.304 MW      | 1.358 MW       | Kokendwaterreactor       | Hitachi                  | 2006          |
| Shimane 1            | Shimane    | 439 MW        | 460 MW         | Kokendwaterreactor       | Hitachi                  | 1974          |
| Shimane 2            | Shimane    | 789 MW        | 820 MW         | Kokendwaterreactor       | Hitachi                  | 1989          |
| Takahama 1           | Fukui      | 780 MW        | 826 MW         | Drukwaterreactor         | Mitsubishi               | 1974          |
| Takahama 2           | Fukui      | 780 MW        | 826 MW         | Drukwaterreactor         | Mitsubishi               | 1975          |
| Takahama 3           | Fukui      | 830 MW        | 870 MW         | Drukwaterreactor         | Mitsubishi               | 1985          |
| Takahama 4           | Fukui      | 830 MW        | 870 MW         | Drukwaterreactor         | Mitsubishi               | 1985          |
| Tōkai 1              | Ibaraki    | 159 MW        | 166 MW         | Magnox                   |                          | 1966          |
| Tōkai 2              | Ibaraki    | 1.060 MW      | 1.100 MW       | Kokendwaterreactor       |                          | 1978          |
| Tomari 1             | Hokkaido   | 550 MW        | 575 MW         | Drukwaterreactor         | Mitsubishi               | 1989          |
| Tomari 2             | Hokkaido   | 550 MW        | 575 MW         | Drukwaterreactor         | Mitsubishi               | 1991          |
| Tomari 3             | Hokkaido   | 866 MW        | 912 MW         | Drukwaterreactor         | Mitsubishi               | 2009          |
| Tsuruga 1            | Fukui      | 340 MW        | 357 MW         | Kokendwaterreactor       | General Electric         | 1969          |
| Tsuruga 2            | Fukui      | 1.110 MW      | 1.160 MW       | Drukwaterreactor         | Mitsubishi               | 1986          |

Fugen ·
Fukushima I ·
Fukushima II ·
Genkai ·
Hamaoka ·
Higashidōri ·
Ikata ·
JPDR ·
Kashiwazaki-Kariwa ·
Mihama ·
Monju ·
Oi ·
Oma ·
Onagawa ·
Sendai ·
Shika ·
Shimane ·
Takahama ·
Tokai ·
Tomari ·
Tsuruga